# (3539) Weimar
(3539) Weimar es un asteroide perteneciente al cinturón de asteroides, descubierto el 11 de abril de 1967 por Freimut Börngen desde el Observatorio Karl Schwarzschild, en Tautenburg, Alemania.

## Designación y nombre
Designado provisionalmente como 1967 GF1. Fue nombrado Weimar en homenaje a la ciudad alemana Weimar.